# Red de ferrocarril Paraná-Santa Catarina
El Ferrocarril Paraná (RVPSC) (Paranaguá-Curitiba) fue el primer tramo ferroviario en surgir en el estado de Paraná. Con el paso de los años fueron surgiendo otros, en los estados de Paraná y de Santa Catarina, sin embargo fueron establecidos como vías de ferrocarril autónomos.
Los primeros estudios para la construcción de una ruta uniendo el litoral paranaense con la capital datan de 1875.

## Ferrocarril Curitiba-Paranaguá

### Historia
Considerando que esas vías de ferrocarril estaban siendo operadas en condiciones precarias, el gobierno federal, a través del decreto n.º 4.746 del 25 de septiembre de 1942, tomó el control, instaurando la Red de Ferrocarril Paraná-Santa Catarina con personalidad jurídica propia de naturaleza propia.
Así la RVPSC nació de la fusión de los siguientes ferrocarriles:

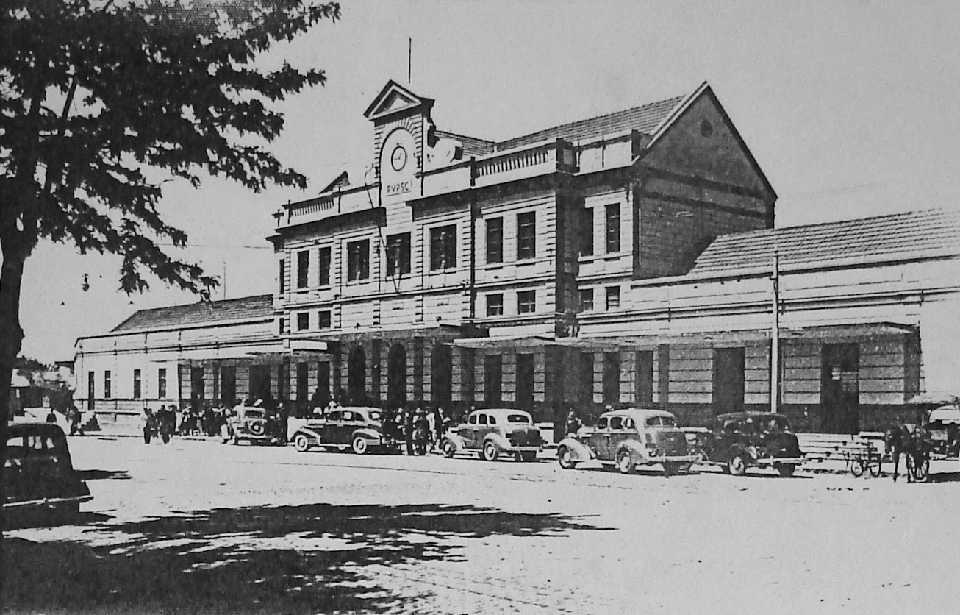
Estación Ferroviaria de Curitiba.

- Ferrocarril Paraná, tramos Paranaguá a Curitiba (1885), Morretes-Antonina (1892), Ponta Grossa-Curitiba (1894), Ramal de Río Negro (1895), Serrinha-Mafra (1902).
- Ferrocarril Norte de Paraná tramo: Curitiba-Rio Branco do Sul (1909).
- Compañía Ferroviária São Paulo-Paraná tramo: Ourinhos-Cornélio Procópio (1930), Cornélio Procópio-Londrina (1935), Londrina-Apucarana (1942).
- Ferrocarril São Paulo Rio Grande tramos: Itararé-Marcelino Ramos (1910), Corupá-Mafra (1913), Mafra-União (1917), Corupá-São Francisco del Sur (1910), Ponta Grossa-Unión de la Vitória (1905).

La malla también fue ampliada con la interconexión de los tramos Jaguariaiva-Wenceslau Braz-Marques de los Reis-Ourinhos construido en el período de 1909 a 1930, Wenceslau Braz - Barra Bonita (actual Ibaiti) - Lisímaco Costa (1928 a 1948) hoy suprimido. Ingeniero Gutiérrez-Guarapuava (1949-1958), Mafra-Lages que forma parte de la conexión ferroviaria Brasilia-Porto Alegre y fue entregada en 1965. Uvaranas-Pilarzinho (1974) y Apucarana-Ponta Grossa (Central de Paraná) construida entre 1949 y 1975.
En la década de 40 fueron realizadas obras de refuerzo de los puentes entre Morretes y Curitiba, ejecutadas por el ing. Machado da Costa, permitiendo posteriormente la circulación de locomotoras diésel-eléctricas.
Con la adquisición de la RVPSC por la RFFSA la malla perteneciente a la primera comenzó a operar como RFFSA 11.ª división, con las inscripciones RFFSA y bajo ella Paraná-Santa Catarina, la 11.ª división se componía de la RVPSC y la EFDTC que posteriormente sería segregada como una vía regional propia debido a su aislamiento del sistema nacional. La 11.ª división fue conocida algunos años como 13.ª división, originaria de la antigua VFRGS.
En los años 90 el proyecto continuó y la Superintendencia Regional de la 11.ª división de la RVPSC fue rebautizada como RFFSA Superintendencia Regional-5 con sede en Curitiba, o abreviadamente RFFSA SR-5.
En 1997 la RFFSA fue subastada y adjudicada a la empresa Ferrocarril Sur Atlántico, que en 1999 se convertiría fruto de la fusión de 2 concesionarias Argentinas en ALL-América Latina Logística.
Actualmente las líneas remanentes de la RVPSC son controladas por la ALL, una empresa del grupo GP Inversiones.

### Línea Curitiba-Paranaguá

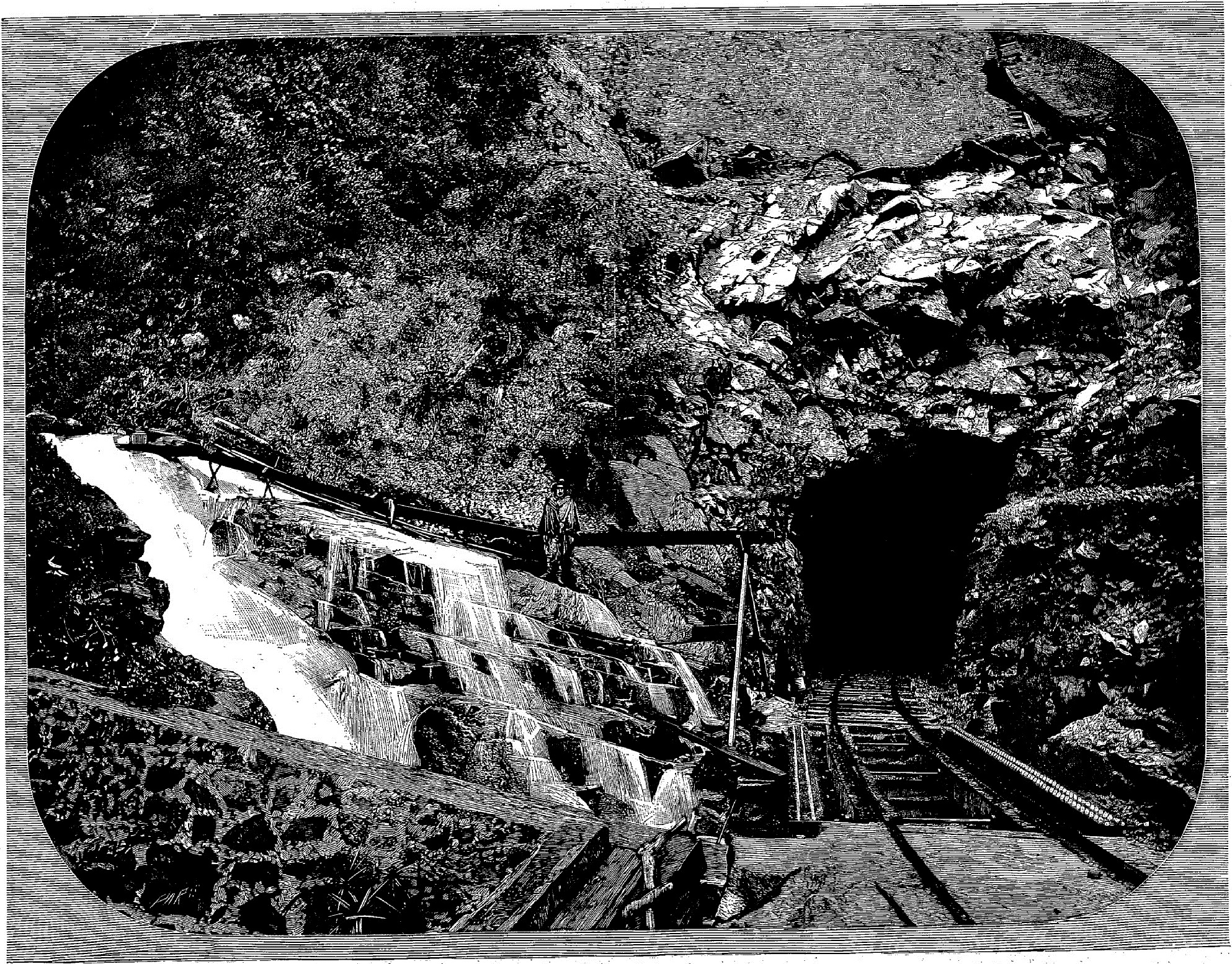
Ferrocarril Paraná, construido por la Société de Travaux Dyle et Bacalan (París): Túnel de Sanga Funda.

La línea Curitiba-Paranaguá es una de las más famosas en Brasil y en el mundo, pues, al igual que la São Paulo Railway en São Paulo, fue una obra sobre la Sierra del Mar que tuvo que vencer los obstáculos de la sierra, que parecían imposibles en los años 1880. Abierta por la entonces Ferrocarril Paraná, y con un trazado simple, al contrário que la línea de la SPR, obra que acabó haciéndose mucho más difícil. El primer tramo fue inaugurado el 19 de diciembre de 1883, y a comienzos de 1885 alcanzaba Curitiba, siendo este el primer ferrocarril del Estado de Paraná, prolongada en 1891 desde Curitiba. En 1892, un ramal que partía de Morretes llevó el tren hasta el otro puerto, el de Antonina. La línea es hoy prácticamente la original, habiendo dejado de salir de la estación vieja de Curitiba, en 1972, para partir de la nueva, a un kilómetro de la antigua. Hoy siguen pasando los trenes de pasajeros por ella. La línea, incorporada después a la RVPSC, pasó al control federal de la RFFSA en 1957 y en 1997 fue incorporada en la privatización de la FSA - Ferrocarril Sur Atlántico, que en 1999 se convirtió en ALL - América Latina Logística.

## Emblema de la RVPSC
Con el emblema de la RVPSC se pretendía mostrar una rueda de locomotora, base del transporte ferroviario moderno, atravesada por una franja de hacienda, que representa la bandera Nacional, que llevada por esta locomotora, va propagando la unión y el amor por el trabajo en el país.
La rueda del engranaje, con veintidós dientes, representa los estados de la Federación Brasileña, y también, el equilibrio del funcionamiento de la red con relación a la vida nacional, por la simetría de sus dientes.
Sobre el centro del engrenaje, un escudo redondo y convexo, sirviendo de base a las iniciales de la RVPSC, representando la defensa y garantía de su excelente servicio.
Y, completando la parte inferior, un garfio, que simboliza el material mecánico, y, también, colocado como necesidad de armonía estética del escudo.
La oficialización del escudo tuvo lugar el 9 de octubre de 1944, a través de la ordenanza número 49-D, firmada por el entonces director de la RVPSC, Coronel Durival de Brito e Silva, en la cual se añadía un módulo "P" para ser mantenidas las dimensiones del escudo.
Rueda del engranaje:
22 dientes, siendo 15 visibles.
altura y espesores de los dentes: 1P.
tamaño de las letras de la RVPSC: 1P.
Escudo:
diámetro: 14P
anchura: 1P en el borde y 3P en el centro del escudo.
longitud y altura del borde en la extremidad 1/3 de P.
Arco:
diámetro:10P.
longitud:2P.
Longitud:
Limitado a derecha y a izquierda por una recta de 17,33P partiendo del centro del escudo e inclinando en 45° sobre su diámetro horizontal.
El emblema tuvo 3 fases distintas: la primera, cuando su creación y oficialización, para el uso después del surgimiento de la RVPSC. La segunda cuando se produjo la oficialización de sus dimensiones, y la tercera cuando se establecieron sus colores.

## Antecesoras
- Compañía Ferroviaria São Paulo-Paraná (SPP)
- Ferrocarril Paraná (Y.F.P.)
- Ferrocarril São Paulo Rio Grande (EFSPRG) SP-RG
- Ferrocarril Norte de Paraná - 1909 a 1942

## Sucesoras
- Red Ferroviaria Federal de 1957 a 1997.
  - Ferrocarril Sur Atlántico de 1997 a 1999.
    - América Latina Logística S.A. a partir de 1999.